# Більчиці
Більчиці (пол. Bilczyce) — село в Польщі, у гміні Ґдув Велицького повіту Малопольського воєводства.
Населення — 979 осіб (2011).

## Демографія
Демографічна структура станом на 31 березня 2011 року:
|          | Загалом | Допрацездатний вік | Працездатний вік | Постпрацездатний вік |
| -------- | ------- | ------------------ | ---------------- | -------------------- |
| Чоловіки | 487     | 115                | 325              | 47                   |
| Жінки    | 492     | 114                | 279              | 99                   |
| Разом    | 979     | 229                | 604              | 146                  |